# Pen Argyl
Pen Argyl es un borough ubicado en el condado de Northampton en el estado estadounidense de Pensilvania. En el año 2000 tenía una población de 3.615 habitantes y una densidad poblacional de 1,005.4 personas por km².

## Geografía
Pen Argyl se encuentra ubicado en las coordenadas 40°52′08″N 75°15′20″O / 40.86889, -75.25556.

## Demografía
Según la Oficina del Censo en 2000 los ingresos medios por hogar en la localidad eran de $40,066 y los ingresos medios por familia eran $47,935. Los hombres tenían unos ingresos medios de $32,596 frente a los $23,239 para las mujeres. La renta per cápita para la localidad era de $18,145. Alrededor del 5.7% de la población estaba por debajo del umbral de pobreza.